# Pteryngium crenatum
Pteryngium crenatum là một loài bọ cánh cứng trong họ Cryptophagidae. Loài này được Fabricius miêu tả khoa học năm 1798.